# Prime rappresentazioni al Teatro Argentina
Elenco delle prime rappresentazioni al Teatro Argentina di Roma.
- 13 gennaio 1732 - Berenice di Domenico Sarro
- 19 novembre 1732 - Componimento per musica di Nicola Porpora - Composizione musicale
- 3 febbraio 1739 - Achille in Aulide di Geminiano Giacomelli - Dramma per musica in 3 atti
- 16 gennaio 1740 - Ricimero re de' Goti di Niccolò Jommelli - Opera seria in 3 atti
- 20 gennaio 1740 - Cerere di Domingo Terradellas - Componimento per musica in 2 atti
- 1º maggio 1740 - Il vello d'oro di Giuseppe Arena - Opera (in due atti?)
- 8 gennaio 1741 - Il Dario di Giuseppe Scarlatti - Dramma per musica in 3 atti
- 4 febbraio 1741 - Astianatte ("Andromaca") di Niccolò Jommelli - Dramma per musica in 3 atti
- 21 gennaio 1742 - Tito Manlio di Gennaro Manna - Dramma per musica in 3 atti
- 20 gennaio 1744 - L'asilo della Virtù di Giovanni Battista Costanzi - Opera  (Dramma per musica in due atti?)
- 24 novembre 1745 - L'Iride di Giovanni Battista Costanzi - Opera (?)
- 12 gennaio 1746 - Alcibiade di Matteo Capranica - Dramma per musica in 3 atti
- 21 gennaio 1746 - Enea in Cuma di Giovanni Battista Costanzi - Componimento per musica
- 6 febbraio 1746 - Cajo Mario di Niccolò Jommelli - Opera seria in 3 atti - 1ª versione
- 12 febbraio 1746 - Armida di Niccolò Jommelli - Cantata a 2 voci
- 28 gennaio 1747 - Didone abbandonata di Niccolò Jommelli - Dramma per musica in 3 atti - 1ª versione
- 12 luglio 1747 - Componimento drammatico per le felicissime nozze di Luigi Delfino di Francia con la principessa Maria Giuseppa di Sassonia da cantarsi per ordine dell'Eminentissimo Signor Cardinale de la Rochefoucauld Ministro di Sua Maestà Cristianissima presso la Santa Sede di Niccolò Jommelli - Componimento drammatico in 2 atti
- 10 gennaio 1748 - Giunio Bruto di Nicola Bonifacio Logroscino - Dramma per musica in 3 atti
- 13 febbraio 1748 - Vologeso ("Vologeso re de' Parti") di Baldassarre Galuppi - Dramma per musica in 3 atti
- 4 febbraio 1749 - Artaserse di Niccolò Jommelli - Dramma per musica in 3 atti  - 1ª versione
- 6 gennaio 1751 - Merope di Matteo Capranica - Dramma per musica in 3 atti
- 9 febbraio 1751 - Ifigenia in Aulide di Niccolò Jommelli - Dramma per musica in 3 atti - 1ª versione
- 7 gennaio 1753 - Andromaca di Antonio Aurisicchio e Antonio Gaetano Pampani - Dramma per musica-pasticcio in 3 atti
- 7 gennaio 1754 - Eumene di Antonio Aurisicchio - Dramma per musica in 3 atti
- 10 febbraio 1754 - Il Siroe (o "Siroe, re di Persia") di Baldassarre Galuppi - Dramma per musica in 3 atti
- 7 gennaio 1756 - Idomeneo di Baldassarre Galuppi - Dramma per musica in 3 atti
- 9 febbraio 1756 - Antigono di Christoph Willibald Gluck - Dramma per musica in 3 atti
- 13 febbraio 1757 - Il Solimano di Pasquale Errichelli - Dramma per musica in 3 atti
- 5 febbraio 1757 - Creso di Niccolò Jommelli - Dramma per musica in 3 atti
- 2 gennaio 1758 - Adriano in Siria di Rinaldo da Capua - Dramma per musica in 3 atti
- 21 gennaio 1758 - Alessandro nell'Indie di Niccolò Piccinni - Dramma per musica in 3 atti - 1ª versione
- 10 febbraio 1759 - Ciro riconosciuto di Baldassarre Galuppi - Dramma per musica in 3 atti - 2ª versione
- 3 febbraio 1762 - Artaserse di Niccolò Piccinni - Commedia in musica in 3 atti
- 8 gennaio 1763 - Tito Manlio di Pietro Alessandro Guglielmi - Dramma per musica in 3 atti
- 7 gennaio 1764 - Semiramide riconosciuta di Antonio Sacchini - Dramma per musica in 3 atti
- 5 gennaio 1765 - Eumene di Antonio Sacchini - Dramma per musica in 3 atti - 1ª versione
- 4 febbraio 1765 - Farnace di Pietro Alessandro Guglielmi - Opera seria in 3 atti
- 8 gennaio 1766 - Ipermestra di Giuseppe Sarti - Dramma per musica in 3 atti
- 3 febbraio 1766 - Ifigenia in Aulide di Carlo de Franchi - Dramma per musica in 3 atti
- 3 gennaio 1768 - Artaserse di Antonio Sacchini - Dramma per musica in 3 atti
- 2 gennaio 1769 - Il Cidde (o "Il gran Cid") di Antonio Sacchini - Dramma per musica in 3 atti
- 21 gennaio 1769 - La clemenza di Tito di Pasquale Anfossi - Dramma per musica in 3 atti
- 8 gennaio 1770 - Didone abbandonata di Niccolò Piccinni - Dramma per musica in 3 atti
- 13 febbraio 1770 - Il Siroe (o "Siroe, re di Persia") di Carlo Franchi -  Dramma per musica in 3 atti
- 7 gennaio 1772 - Alessandro nell'Indie di Pasquale Anfossi - Dramma per musica in 3 atti
- 18 febbraio 1772 - Antigono di Carlo Monza - Dramma per musica in 3 atti
- 9 gennaio 1773 - Armida di Giuseppe Gazzaniga - Dramma per musica in 3 atti
- 6 febbraio 1773 - Demofoonte di Pasquale Anfossi - Dramma per musica in 3 atti
- 3 gennaio 1774 - Ezio di Pietro Alessandro Guglielmi - Dramma per musica (opera buffa) in 3 atti - 2ª versione
- 5 febbraio 1774 - Achille in Sciro di Pasquale Anfossi - Dramma per musica in 3 atti
- 2 ottobre 1774 - Magnificat per 4 voci e organo di Maria Rosa Coccia
- 2 gennaio 1776 - Vologeso di Giovanni Masi - Dramma per musica in 3 atti
- 28 dicembre 1776 - Ifigenia in Aulide di Giuseppe Sarti - Dramma per musica in 3 atti
- 29 gennaio 1777 - Artaserse di Pietro Alessandro Guglielmi - Dramma per musica in 3 atti
- 14 febbraio 1778 - Enea nel Lazio di Antonio Burroni - Dramma per musica in 3 atti
- 26 dicembre 1778 - Adriano in Siria di Giuseppe Sarti - Dramma per musica in 3 atti
- 31 gennaio 1779 - Antigono di Giuseppe Gazzaniga - Dramma per musica in 3 atti
- 26 dicembre 1779 - Tito Manlio di Giovanni Battista Borghi - Dramma per musica in 3 atti
- 26 gennaio 1780 - Diana e Endimione balletto di Luigi Marescalchi e di Medonte, re di Epiro di Josef Myslivecek - Opera seria in 3 atti
- 11 febbraio 1781 - Alessandro nell'Indie di Domenico Cimarosa - Dramma per musica in 3 atti
- 29 dicembre 1781 - Arbace di Felice Alessandri - Dramma per musica in 3 atti
- 3 marzo 1782 - Le tue parole, o padre - Cantata di Domenico Cimarosa
- 28 dicembre 1783 - Andromeda e Perseo di Luigi Marescalchi - Dramma per musica in 3 atti
- 16 dicembre 1784 - Piramo e Tisbe di Onorato Viganò - Ballo eroico-tragico pantomimico
- 26 gennaio 1785 - Ezio di Antonio Pio - Dramma per musica in 3 atti
- 8 gennaio 1786 - Cefalo e Procri Ballo eroico-tragico pantomimico di Salvatore Viganò e L'Arminio di Giacomo Tritto, Dramma per musica in 3 atti
- 11 febbraio 1786 - Ifigenia in Aulide di Giuseppe Giordani detto "Giordaniello", Dramma per musica in 3 atti e di Alcide negli Orti Esperidi, ballo eroico-favoloso pantomimico di Salvatore Viganò
- 30 dicembre 1786 - Achille, ballo eroico-pantomimico di anonimo, soggetto e coreografia di Onorato Viganò e di Creso di Pasquale Anfossi, Dramma per musica in 3 atti
- 4 febbraio 1787 - Oreste o La morte di Clitennestra, balletto di Luigi Marescalchi e di Fernando nel Messico di Giuseppe Giordani detto "Giordaniello", Dramma per musica in 3 atti
- 26 dicembre 1787 - Olimpiade di Ambrogio Minoja - Dramma per musica in 3 atti
- 7 gennaio 1789 - Giulietta e Romeo, ballo pantomimico di Luigi Marescalchi e di Agesilao re di Sparta di Giovanni Domenico Perotti, Dramma per musica in 3 atti
- 27 dicembre 1789 - La morte di Giulio Cesare di Gaetano Andreozzi detto lo "Jommellino" - Opera seria in 3 atti
- 30 gennaio 1790 - Attalo re di Bitinia di Luigi Caruso - Dramma per musica in 3 atti
- 8 gennaio 1791 - Medonte, re di Epiro di Giuseppe Giordani detto "Giordaniello" - Dramma per musica in 3 atti
- 22 gennaio 1791 - Tito Manlio di Angelo Tarchi - Dramma per musica in 3 atti
- 19 febbraio 1791 - Medea in Atene di Andrea Celli - Ballo eroico-pantomimico
- 2 gennaio 1792 - L'Olimpiade di Angelo Tarchi - Dramma per musica in 3 atti
- 26 gennaio 1796 - Giulio Cesare in Egitto di Giuseppe Maria Curci - Opera in 3 atti
- 26 dicembre 1796 - Oreste di Giovanni Orazi - Ballo eroico in 5 atti
- 8 febbraio 1797 - Achille all'assedio di Troia di Domenico Cimarosa - Dramma per musica in 2 atti
- 3 febbraio 1799 - Ifigenia in Aulide di Giuseppe Mosca - Dramma per musica in 3 atti
- 26 dicembre 1803 - Fedra ossia Il ritorno di Teseo di Giuseppe Nicolini - Opera serie in 3 atti
- 2 gennaio 1805 - Ines de Castro di Pietro Carlo Guglielmi - Opera seria in 2 atti
- 3 febbraio 1807 - Trajano in Dacia di Giuseppe Nicolini - Dramma serio per musica in 2 atti
- 11 febbraio 1810 - Le Danaidi di Francesco Morlacchi - Dramma serio per musica in 2 atti
- 11 febbraio 1811 - Baldovino di Nicola Antonio Zingarelli - Opera seria in 2 atti
- 3 febbraio 1813 - Le Danaidi di Gaspare Ronzi - Ballo tragico-pantomimo in 5 atti
- 17 gennaio 1815 - Il trionfo di Alessandro Magno il Macedone (rifacimento dell'opera "Il trionfo di Alessandro") di Gaetano Andreozzi detto lo "Jommellino" - Dramma per musica in 2 atti
- 20 febbraio 1816 - Almaviva ossia L'inutile precauzione (celebre prima segnata da insuccesso de "Il barbiere di Siviglia") di Gioachino Rossini - Dramma comico in 2 atti e 4 quadri
- 11 febbraio 1817 - Polissena di Ferdinando Rutini - Dramma giocoso per musica in 3 atti
- 27 dicembre 1817 - Adelaide di Borgogna ossia Ottone re d'Italia di Gioachino Rossini - Dramma per musica in 2 atti
- 26 dicembre 1818 - Danao (o "Le danaidi") di Johann Simon (Giovanni Simone) Mayr - Melodramma serio in 2 atti
- 17 gennaio 1819 - Giulio Cesare nelle Gallie di Giuseppe Nicolini - Dramma eroico per musica in 2 atti
- 26 dicembre 1819 - Otello ossia Il moro di Venezia di Gioachino Rossini - Dramma tragico per musica in 3 atti - 2^ Versione (con finale diverso)
- 26 dicembre 1820 - Scipione in Cartagine di Saverio Mercadante - Melodramma serio in 2 atti
- 26 dicembre 1821 - Cesare in Egitto di Giovanni Pacini - Melodramma eroico in 2 atti
- 28 gennaio 1822 - Zoraida di Granata (Zoraide di Granata) di Gaetano Donizetti - Melodramma eroico-serio in 2 atti - 1^ Versione
- 14 settembre 1822 - Amalia e Palmer di Filippo Celli - Melodramma in 2 atti
- 26 dicembre 1822 - Eufemio di Messina di Michele Carafa - Melodramma eroico in 2 atti[1]
- 7 gennaio 1824 - Zoraide di Granata di Gaetano Donizetti - 2^ Versione
- 7 febbraio 1824 - Gli amici di Siracusa di Saverio Mercadante - Melodramma eroico in 3 atti
- 18 febbraio 1832 - Il fu e il sarà di Vincenzo Bellini - Opera pasticcio (molto dubbio)
- 13 giugno 1833 - Il fato, cantata di Gaetano Donizetti
- 28 novembre 1843 - Bonifazio de' Geremei di Giuseppe Luci Poniatowski - Tragedia lirica in 4 parti (atti) e 16 scene
- 29 aprile 1844 - Luisa di Francia di Fabio Campana - Dramma lirico
- 3 novembre 1844 - I due Foscari di Giuseppe Verdi - Tragedia lirica in 3 atti e 8 quadri - 1^ Versione
- 27 gennaio 1849 - La battaglia di Legnano di Giuseppe Verdi - Tragedia lirica in 4 atti e 7 scene
- 7 agosto 1852 - Giuseppe di Pietro Raimondi - Oratorio Sacro in 3 parti
- 12 novembre 1852 - La pitonessa d'Endor di Scipione Fenzi - Opera lirica
- 26 novembre 1856 - Adriana Lecouvreur e la Duchessa di Bouillon di Edoardo Vera - Dramma lirico in 4 atti
- 24 maggio 1858 - Il saltimbanco di Giovanni Pacini - Dramma lirico in 3 atti e 18 scene
- 22 novembre 1858 - I promessi sposi di Andrea Traventi - Melodramma in 3 atti
- 29 ottobre 1860 - Gianni di Nisida di Giovanni Pacini - Opera seria in 4 atti
- 2 agosto 1861 - La mendicante di Filippo Sangiorgi - Opera lirica
- 12 giugno 1862 - Iginia d'Asti di Filippo Sangiorgi - Dramma lirico in 3 atti
- 4 novembre 1862 - Werther di Raffaele Gentili - Melodramma tragico in 3 atti
- 3 luglio 1863 - Slavimo slavno slaveni! R.531 di Franz Liszt - Corale per 4 voci maschili e organo  - 1^ Versione
- 26 dicembre 1864 - La loca di Giovanni Piccoli - Ballo storico in 6 parti e 7 scene
- 18 gennaio 1867 - La tombola di Antonio Cagnoni - Commedia lirica in 3 atti
- 10 giugno 1867 - La vendetta slava di Pietro Platania - Opera
- 27 novembre 1875 - Diana di Chaverny di Filippo Sangiorgi - Opera
- 23 settembre 1877 - Il pronosticante fanatico  di Giovanni Cesare Pascucci - Opera buffa
- 8 dicembre 1877 - Maria Tiepolo di Crescimanno di Albafiorita - Opera
- 4 dicembre 1878 - Lorhelia di Stanislao Falchi - Opera seria in 1 prologo e 4 atti
- 29 novembre 1879 - Don Riego di Cesare Dall'Olio - Opera seria
- 18 febbraio 1882 - Il progettista di Antonio Scontrino - Opera buffa in 1 atto
- 9 febbraio 1884 - Tito Vezio di Alberto Giovannini - Opera seria
- 21 marzo 1888 - Jacopo di Antonio Leonardi - Dramma lirico in 1 prologo e 6 quadri
- 21 febbraio 1892 - Mala vita di Umberto Giordano - Melodramma in 3 atti
- 7 aprile 1892 - Una notte a Venezia (o Cimbelino) di Nicola van Westerhout - Dramma lirico in 4 atti - 1^ Versione
- 3 marzo 1894 - La sposa di Charolles di Vincenzo Valente - Operetta
- 29 gennaio 1899 - Il trillo del diavolo (o "Tartini") di Stanislao Falchi - Opera semiseria in 3 atti
- 11 gennaio 1908 - La nave di Ildebrando Pizzetti - Musiche di scena in 1 prologo e 3 episodi
- 29 gennaio 1913 - La festa dei fiori di Giuseppe Blanc - Opera comica
- 17 febbraio 1914 - L'aquila e la colomba (o "Napoleone") di Gaetano Luporini - Operetta
- 4 novembre 1916 - Liolà di Giuseppe Mulè - Opera in 3 atti
- 25 maggio 1918 - La sposa di Corinto di Pietro Canonica - Dramma lirico in 3 atti
- 3 marzo 1927 - Basi e bote op.43di Riccardo Pick-Mangiagalli - Commedia lirica in 2 atti e 3 quadri
- 27 gennaio 1928 - Le tre figliuole di Babbo Pallino di Mario Labroca - Opera infantile
- 13 novembre 1933 - Corsaresca di Pasquale La Rotella - Opera
- 2 marzo 1949 - Concerto funebre per Duccio Galimberti di Giorgio Federico Ghedini, per tenore, basso, 2 tromboni, timpani e archi
- 16 dicembre 1951 - El mondo novo di Gian Francesco Malipiero - Balletto in 1 atto - 1^ Versione
- 9 giugno 1953 - Concertino op.11 di Yorgos Sicilianos, per 5 fiati e 5 archi
- 24 gennaio 1954 - Variazioni su un tema gioviale di Nino Rota - Tema, 8 variazioni e finale per orchestra
- 26 ottobre 2016 - Ragazzi di vita  di Pier Paolo Pasolini - regia di Massimo Popolizio